# Одрі Еванс
Одрі Елізабет Еванс (нар. 6 березня 1925 — пом. 29 вересня 2022) — американський дитячий онколог британського походження, відома створенням кількох некомерційних організацій протягом свого життя. Вона була родом з Англії, але навчалася у США, а потім вирішила переїхати туди, щоб отримати кращі кар'єрні можливості. Еванс працювала у кількох лікарнях, перш ніж залишитись в дитячій лікарні Філадельфії. Вона застосувала комплексний підхід до своїх пацієнтів і хотіла, щоб її знали як жінку, яка піклується. Вона була відома як «мати нейробластоми» за свою роботу в цій галузі, а також стала однією зі співзасновників благодійної організації Ronald McDonald House Charities у Філадельфії, а також співзасновниця Школи Святого Джеймса у Філадельфії.

## Молодість й освіта
Одрі Елізабет Еванс народилася 6 березня 1925 року в Йорку, Англія. Вона була наймолодшою з трьох дітей родини середнього класу. Сестра старша за неї на 6 років, а брат — на 2 роки. Вона відвідувала школу квакерів, потім навчалася у школі-інтернаті у Брістолі, Англія. Там вона перебувала до початку Другої світової війни. Після початку війни Еванс повернулася додому та відвідувала школу Маунт у Йорку, Англія. У старшому класі у неї розвинувся туберкульоз, через який вона пропустила заняття.
Еванс навчалася в Королівському коледжі хірургів в Единбурзі на початку 1950-х років. Вона була єдиною студенткою жінкою в медичній школі. Перший рік навчання в медичній школі їй давався важко через особливості сприйняття інформації. Протягом двох років вона проходила ординатуру в Королівській лікарні, де була єдиною жінкою в програмі. Отримавши диплом у 1953 році, вона подала заявку й отримала стипендію Фулбрайта на навчання у Бостонській дитячій лікарні. Вона отримувала там знання протягом двох років під керівництвом доктора Сідні Фарбера, який відомий як батько сучасної хімієтерапії. У1955 році вона поїхала до університету Джона Гопкінса, щоб закінчити медичне навчання.

## Кар'єра
Після закінчення медичного навчання в США Еванс повернулася до Англії, щоб займатися педіатрією. Незабаром вона дізналася, що ця сфера призначена виключно для чоловіків, а не для жінок. Тому вона повернулася до США, щоб розпочати кар'єру в галузі дитячої онкології. Спочатку Еванс працювала в Бостонській дитячій лікарні, з 1964 року — у відділенні гематології та онкології Чиказького університету. Її найняв колишній головний хірург США та головний хірург Дитячої лікарні Філадельфії Ч. Еверетт Куп для створення відділення дитячої онкології. У цій лікарні вона провела решту своєї кар'єри. Вона дотримувалась всебічного піклування про своїх пацієнтів, тобто зосереджувалася не лише на їхніх фізичних потребах, а й на соціальних, емоційних і духовних, а також підтримці сімей. У 1971 році вона створила систему встановлення стадіювання для нейробластоми. З 1969 до 1989 року вона очолювала відділ онкології в Дитячій лікарні Філадельфії, з 1972 року була професором педіатрії в Школі медицини Пенсильванського університету.

### Мати нейробластоми
Еванс була відома як «мати нейробластоми» через досягнення, дослідження та роботу, яку вона зробила для цього типу раку. Після багатьох років лікування цього типу раку вона знизила рівень смертності від нейробластоми приблизно на п'ятдесят відсотків. Відсоток виживання перевищує вісімдесят п'ять відсотків. Еванс також започаткувала та головувала на перших зустрічах з питань прогресу в дослідженні нейробластоми, які розпочалися 30 травня 1975 року як серія симпозіумів, проведених у дитячій лікарні Філадельфії. Захід мав на меті сприяти обміну інформацією між дослідниками, які вивчають біологію, діагностику, прогноз і терапію нейробластоми. У 1971 році вона створила систему стадіювання, який допомагає визначити прогресування нейробластоми та найефективніші методи лікування. Еванс і Д'Ангіо стали першими, хто описав феномен спонтанної регресії широко поширеної нейробластоми, яку вони пізніше назвали «хворобою 4S». Цей спонтанний регрес зазвичай відбувається у немовлят молодше 6 місяців.

#### Система стадіювання для нейробластоми, розроблена Еванс
- Перша стадія: пухлина локалізована органом походження (повністю видаляється)[9]
- Друга стадія: пухлина виходить за межі органу походження, але не перетинає серединну лінію; можуть бути залучені регіонарні лімфовузли[9]
- Третя стадія: пухлина виходить за межі серединної лінії, захоплюючи тканини з протилежного боку[9]
- Четверта стадія: віддалені метастази (у скелеті, інших тканинах або віддалених лімфатичних вузлах)[9]
- Стадія чотириS: локалізована первинна пухлина, яка не перетинає серединну лінію, з віддаленим захворюванням, обмежені печінкою, підшкірними тканинами та кістковим мозком, але без ознак ураження кори кісткової тканини[9]

### Ronald McDonald House Charities
У міру того як дитяче онкологічне відділення Дитячої лікарні у Філадельфії росло, люди приїжджали з різних місць, щоб пройти лікування. Еванс зрозуміла, що сім'ї дітей, яких лікували, не мали де зупинитися, тому розлучалися. Еванс познайомили з власником «Філадельфії Іглс», коли команда зібрала 100 000 доларів для онкохворих дітей на честь однієї з доньок гравця, яка хворіла на лейкемію. Еванс прийняла гроші від власника Джиммі Мюррея та заявила, що їй потрібно ще 32 000 доларів, щоб купити будинок для дітей та їхніх сімей. Мюррей попросив регіонального менеджера Еда Ренсі пожертвувати гроші на будинок. Він погодився за умови, що його назвуть Ronald McDonald House Charities. Спочатку це було місце для проживання та задоволення основних потреб людини: місце для сну та їжі. Оскільки програми розширювалися, вони адаптували підхід Еванс до повного догляду та створили місце для сімейного догляду. Тепер це безкоштовний дім далеко від дому. Зараз існує понад 300 будинків у 57 країнах.

### Школа Святого Джеймса
Після завершення медичної кар'єри у 2009 році Еванс зрозуміла, що дуже сумує за дітьми. Вона приєдналася до міського табору на літній період. Кампус вирішили відкрити як школу, 11 вересня 2011 року, яка отримала ім'я Святого Джеймса. Це безкоштовна школа для дітей у районі Аллегені Вест, Філадельфія. Мета школи — розірвати коло бідності, шляхом подовження навчального року.

## Особисте життя та смерть
80-річна Еванс вийшла заміж за доктора Джуліо Д'Ангіо у 2005 році. Вони познайомилися у 1953 році, коли обоє працювали в Бостонській дитячій лікарні. Їхнє перше спілкування відбулася, коли Еванс сиділа за своїм столом і переглядала пошту. У 2005 році, після понад 50 років знайомства, вони одружилися о сьомій годині ранку, тож змогли прийти на роботу о восьмій тридцять.
Еванс померла у Філадельфії 29 вересня 2022 року у віці 97 років.

## Нагороди та відзнаки
- У 1976 році вона отримала премію Джейнвей від Американського радієвого товариства[13].
- У 1995 році вона отримала нагороду за видатну кар'єру від Американського товариства дитячої гематології/онкології[14].
- У 1997 році вона отримала нагороду Вільяма Ослера від Університету Пенсільванії за дослідження, орієнтоване на пацієнтів[15].
- У 2000 році вона отримала нагороду за життєві досягнення від Асоціації прогресивних досліджень нейробластоми[16].
- У 2008 році вона була обрана почесним членом Американського товариства терапевтичної радіології та онкології.
- У 2018 році здобула почесний ступінь доктора гуманної літератури Університету Святої Родини[4]
- Станом на 2022 рік триває знімання фільму «Діти Одрі» про життя та творчість Еванс, режисера Амі Канаан Манн з Наталі Дормер у головній ролі[17].